# Coagulation intravasculaire disséminée
 Mise en garde médicale
La coagulation intravasculaire disséminée (CIVD), aussi appelée syndrome de défibrination ou coagulopathie de consommation, est une activation pathologique de la coagulation (formation de caillots sanguins). Elle apparaît dans de nombreuses situations pathologiques quand de petits caillots se forment dans les vaisseaux sanguins de tout l'organisme. Ces caillots consomment les facteurs de coagulation. La coagulation normale est ainsi empêchée et des hémorragies (saignements) anormales apparaissent sur la peau (notamment aux sites de prélèvements sanguins), le tube digestif, le tractus respiratoire et les cicatrices chirurgicales. Les petits caillots perturbent aussi le flux sanguin vers les organes (comme les reins) et entraînent une perturbation de leur fonctionnement.
La CIVD est toujours la manifestation d'une maladie sous-jacente. Elle est souvent d'apparition aiguë  mais parfois plus chronique, selon le problème sous-jacent.
En phase aiguë de nombreuses maladies, elle peut participer au syndrome de défaillance multiviscérale, souvent mortel. 
Ces symptômes peuvent être traités par la supplémentation de produits sanguins comme le plasma, les plaquettes, les globules rouges ajouté à la prescription d'un anticoagulant (ex : héparine) pour empêcher la formation de caillots sanguins.

## Épidémiologie
Population de toute sorte. Souvent chez les hospitalisés à la suite de cancers ou d'infections exogènes.

## Pronostic
Sa gravité dépend de la cause sous-jacente et de l'importance des hémorragies et de l'ischémie résultant des thromboses que subissent les organes (reins, foie). 
Le pronostic est généralement mauvais (mortalité de 10 à 50 %) surtout quand la CIVD résulte d'une infection plutôt que de traumatismes.

## Physiopathologie, mécanismes
La coagulation intravasculaire disséminée (CIVD) apparaît le plus souvent à la suite d'une libération massive de facteur tissulaire au cours soit d'une infection, soit de lésions extensives de tissus riches en facteur tissulaire, soit par des cellules tumorales (surtout cancéreuses), qui expriment des facteurs pro coagulants, notamment du facteur tissulaire, ou une protéine faisant fonction,.
Ce facteur active la voie extrinsèque, induisant ainsi une coagulation diffuse et non régulée :
- phénomènes thrombotiques : oblitération des petits vaisseaux ;
- associés à un syndrome hémorragique par consommation non régulée de tous les facteurs de coagulation de la voie extrinsèque (II, V, VII, VIII, X, fibrinogène) ainsi que des plaquettes circulantes ;
- suivis de la lyse des dépôts fibrineux et apparition des produits de dégradation de la fibrine.

Survient ensuite une phase réactionnelle avec héparinémie endogène et fibrinolyse.

## Causes
Ce syndrome peut s'exprimer par,,, :

### Maladies sous-jacentes
- Maladies de type bronchectasie, ulcère gastro-duodénal, cirrhose du foie et hémorroïdes ;
- cancers du poumon, cancer du pancréas, cancer de la prostate, cancer de l'estomac, cancer du sang (leucémie aiguë myéloblastique notamment la LAM 3) ; ou circonstances  :
- une infection bactérienne : environ 35 % des sepsis sévère se compliquent de CIVD[11],[12], et de manière plus large : les sepsis à bactéries Gram négatives, Neisseria meningitidis, Streptococcus pneumoniae, Fièvre pourprée des montagnes Rocheuses ;
- des parasites et des champignons peuvent aussi être en cause: paludisme, histoplasmose, aspergillose ;
- infection virale : arénavirus causant la fièvre hémorragique d'Argentine et la fièvre bolivienne hémorragique ;
- divers : cirrhose, hémangiome géant, vascularite, anévrisme aortique, Intoxication aiguë au paracétamol

### Facteurs de risque de thromboembolie
- Carence congénitale en anticoagulants (ex : carence en antithrombine (AT), carence en protéine C/S) ;
- Diabète, lupus érythémateux disséminé, syndrome des antiphospholipides, vascularite systémique et autres maladies sous-jacentes qui endommagent les cellules endothéliales vasculaires ;
- Antécédents de maladies thrombotiques telles que thrombose veineuse, thrombose cérébrale, embolie artérielle, infarctus du myocarde ;
- état de choc (ex : morsure de serpent venimeux, coup de chaleur) ;
- être alité ;
- suite d'un traumatisme sévère, d'une brûlure grave, d'une chirurgie lourde (environ 24 h après) ; intervention de chirurgie thoracique (ex. : cardiaque avec circulation extracorporelle) ou prostatique ;
- problèmes obstétriques : accouchement ou complication d'une pathologie de la grossesse (ex. : pré-éclampsie, HELLP syndrome, embolie amniotique : le liquide amniotique coagule le sang in vitro[11], hématome rétroplacentaire, où il semble y avoir une corrélation entre le degré de séparation du placenta de l'utérus du fait de l'hématome, et l'extension de la CIVD, ce qui suggère une fuite de facteur tissulaire depuis le système placentaire à l'origine de la CIVD de la mère[11]) ;
- Complications avec infections aiguës ;
- syndrome sérotoninergique.

### Facteurs de risque de saignement
- Carence héréditaire en facteur de coagulation (hémophilie...),
- manque de fibrinogène et/ou de plaquettes sanguines, etc.
- réduction acquise du facteur de coagulation, hyperfibrinolyse, thrombocytopénie, etc.
- antécédents de prise d'anticoagulants ou d'antiplaquettaires

## Diagnostic

### Clinique
Les signes cliniques de coagulation intravasculaire disséminée (CIVD) associent :
- des manifestations thrombotiques : thromboses veineuses profondes, infarctus viscéraux, purpura nécrotique, gangrènes distales ;
- à des manifestations hémorragiques : saignements cutanés spontanés et des points de ponction (purpura diffus, ecchymoses), saignements muqueux spontanés (bulles hémorragiques endobuccales, saignement de nez, etc.), et des hématomes profonds.

On observe souvent les signes d'une pathologie aiguë sous-jacente : un choc septique ou hémorragique, de larges contusions, une gangrène,,. L'apparition peut être fulminante, comme dans le cas de choc lié à des toxines ou à un embolisme de fluide amniotique ou peut être insidieux et chronique comme dans le cas d'un cancer.

### Examens complémentaires

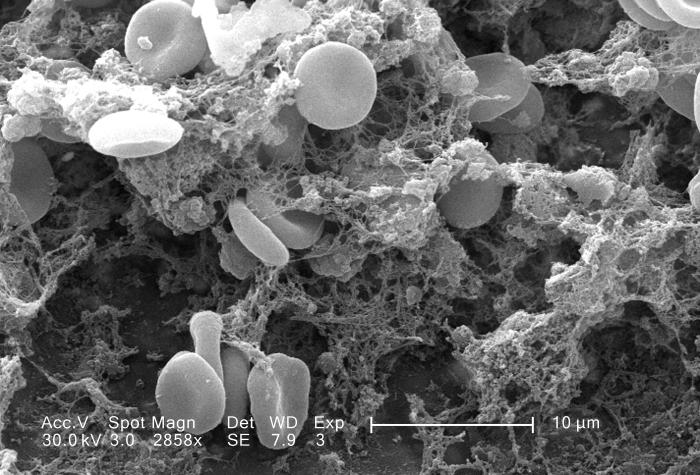
Image en microscopie électronique à balayage d'un thrombus sanguin trouvé à l'intérieur d'un cathéter artériel où l'on voit l'enchevêtrement de fibrine emprisonnant les hématies. On se rend compte de la grande quantité de fibrinogène nécessaire pour constituer un thrombus et que sa concentration sanguine est rapidement effondrée dans la CIVD.

Les examens biologiques et hématologiques décèlent, :
- troubles de l'hémostase primaire et secondaire : un allongement du temps de céphaline activée et une diminution du taux de prothrombine (ou allongement du temps de Quick) ;
- un déficit en facteur de coagulation (diminution du fibrinogène, des facteurs II, V, VII, et VIII, X), et une thrombopénie ;
- dans un deuxième temps, une élévation du taux de D-dimères et d'autres produits de la dégradation de la fibrine (PDF et complexes solubles).

## Traitement
Il faut traiter la cause, c'est-à-dire le facteur déclenchant de la coagulation intravasculaire disséminée (CIVD).
La prise en charge est uniquement symptomatique, se basant sur l'arsenal thérapeutique suivant :
- transfusion plaquettaire, afin de maintenir son niveau de manière satisfaisante ;
- apport de plasma frais congelé, afin d'apporter les facteurs d'inhibition de la coagulation qui fait défaut lors de cette pathologie ;
- héparine si le traitement cause de la CIVD est inefficace ou impossible ;
- antithrombine, un puissant inhibiteur de la coagulation, face à une CIVD majeure ;
- transfusion de culots globulaires en cas d'anémie associée.

Il convient également de prévenir autant que possible tout nouveau saignement : repos, pas de rasage manuel, blocage médicamenteux des règles, pas d'injection intramusculaire, etc.